# Landschap met de kruisdraging van Christus
Landschap met de kruisdraging van Christus is een schilderij van de Zuid-Nederlandse schilder Herri met de Bles in het Princeton University Art Museum in Princeton.

## Voorstelling
Het stelt de kruisdraging van Christus voor zoals dit beschreven wordt in de Bijbel. De schilder heeft het moment vastgelegd, waarop Christus zojuist de stadspoort van Jeruzalem (rechtsboven) heeft verlaten en de berg Golgotha (linksboven) nadert. Christus maakt deel uit van een lange stoet soldaten en hoogwaardigheidsbekleders. Hij wordt door zijn beulen opgejaagd, terwijl een aantal omstanders hem helpen zijn kruis te dragen. Helemaal voor in de stoet lopen de goede en de slechte moordenaar, met hun handen op hun rug vastgebonden. Het geheel is geplaatst in een weids en atmosferisch landschap, het handelsmerk van Herri met de Bles. In de lucht pakken zich donkere wolken samen.
Niet onbelangrijk in deze voorstelling zijn de toegestroomde toeschouwers, waaronder een marskramer en een paar kinderen, die in een dorre boom zijn geklommen om alles beter te kunnen zien. Volgens kunsthistoricus Reindert Falkenburg moeten deze toekijkers geïnterpreteerd worden als zondaars, die niet meevoelen met het lijden van Christus. Dit wordt ondersteund door de dorre boom, in de late Middeleeuwen een symbool van zondigheid. De boom is echter omgeven door Klimop. Bovendien bestaat van het werk een voorbereidende schets in het Kupferstichkabinett in Berlijn, waar de klimop afwezig is en de dorre boom kleine bladeren draagt. Een dorre boom, die opnieuw bladeren heeft gekregen, is in de late Middeleeuwen niet alleen het symbool voor de verrijzenis van Christus, maar ook het teken, dat berouwvolle zondaars op het eeuwige leven kunnen rekenen, mits zij tot inkeer zijn gekomen. Volgens de neerlandicus Eric de Bruyn heeft de dorre boom op de paneelversie dus in beginsel dezelfde symbolische betekenis. De marskramer fugeert hier volgens hem als waarschuwend voorbeeld, dat de toeschouwer eraan herinnert dat ook (berouwvolle) zondaars aanspraak kunnen maken op het eeuwige leven.

## Herkomst
Het werk werd in mei 1922 voor het eerst gesignaleerd tijdens de veiling van de verzameling van Comte Charles Cavens bij Galerie Le Roy in Brussel. In 1930 was het in het bezit van Paul, Baron de Becker-Remy, eveneens in Brussel. In 1950 werd het verworven door de Princeton University Art Museum in Princeton.